# Бакаев шлях
Бакаев шлях — один из путей (дорога, сакма), западная ветвь Муравского шляха, по водоразделам рек, между Сеймом и Псёлом, по которому крымские татары и ногайцы совершали набеги за ясырём, на южные (окраинные) рубежи Русского царства.
Являлся второстепенным шляхом, которым, по «Книге Большого Чертежа»: «белогородские (аккерманские) татары прихаживали на Рыльские, и на Болховские, и на Орловские места — Бокай мурза». Позже, до строительства железных дорог в России, использовался чумаками как Чумацкий.

## Маршрут
Бакаев шлях ответвлялся от Муравского шляха к югу от реки Сейма, простиравшегося от Перекопа до Тулы, пересекая его в 40 километрах выше Курска. Назван по имени Бакая-мурзы, одного из предводителей крымских татар, часто пользовавшимся этим путём для набегов на южные города царства в XVI — начале XVII веков.
Отрезок Бакаева шляха от Рыльска до Болхова назывался Свиной дорогой. В другом источнике сказано: «… между прочим потому, что через Севск, издревле смотревший на татарскую „Свиную дорогу“, или „Бакаев шлях“, шла в Москву дорога от Чёрного моря, …».

Несколько позже, в начале XVIII века на карте «Русских трактов» А. Русова находим в Александрийском уезде только один «Черный Шлях», связывавшийся с Бакаевым шляхом (шедшим с вершин р. Оки) и проходивший к Очакову.— «Материалы для оценки земель Херсонской губернии.», Том ІІ. Елисаветградский уезд. (статистико-экономическое описание уезда). Составлено Статистическим Отделением при Херсонской Губернской Земской Управе. (С двумя картами и 10 приложениями). Херсон. Типография М. К. Аспера (бывш. Ващенко, Потемкинская ул. д. № 9). 1886 год
Одно из крупных вторжений, совершённых по Бакаеву шляху, состоялось в 1644 году, когда около 30 — 40 тысяч татар вторглись в Путивльский, Севский и Рыльский уезды.